# Ирская коммуна
Ирская коммуна — коммуна, сельскохозяйственное объединение единомышленников, образованное весной 1922 года в селе Ире Кирсановского уезда Тамбовской губернии.

## История
Декретом от 3 ноября 1921 года ВЦИК обратился к эмигрантам из России, сочувствующим советской власти, призывая вернуться на родину, обещая выделить землю под сельскохозяйственную деятельность. В бывшее поместье княгини Марии Оболенской прибыли реэмигранты из Америки, Австралии, Великобритании.
Первым председателем коммуны стал Карп Григорьевич Богданов. 9 ноября 1922 года Ирская коммуна была признана[кем?] «образцовой». 3 февраля 1924 года коммуне присвоено имя В. И. Ленина. Численность коммуны в 1927 году достигала 350 человек.
К 1925 году по причине неэффективной административно-палочной системы, невыполнимых планов, антисанитарии и тяжелейших условий работы и жизни СССР покинули первые 74 коммунаров.
Коммунары построили двухэтажные многоквартирные деревянные дома на кирпичном фундаменте, с печным отоплением, но не имевшие никаких удобств, кроме электричества. Предполагалось, что мыться они будут в общественной бане, питаться в коммунарской столовой и т. д. В 1929 году силами коммунаров началось строительство гидроэлектростанции на реке Вороне, что позволило обеспечить электричеством дома коммуны, водокачку, зерноочистительную машину ВИМ-2 и зернодробилку. Коммунары построили кирпичный завод, механический цех, мастерские, школу и детский сад. В 1931 году заложили яблоневый сад.
В 28-29 июля 1931 года в Ирскую коммуну посетили гости из Великобритании: писатель и драматург Бернард Шоу, лорд Астор и леди Астор, лорд Лотиан.
В 1938 году Ирская коммуна была преобразована в подразделение колхоза имени В. И. Ленина Кирсановского района.